# Tradizioni alpine pre-cristiane

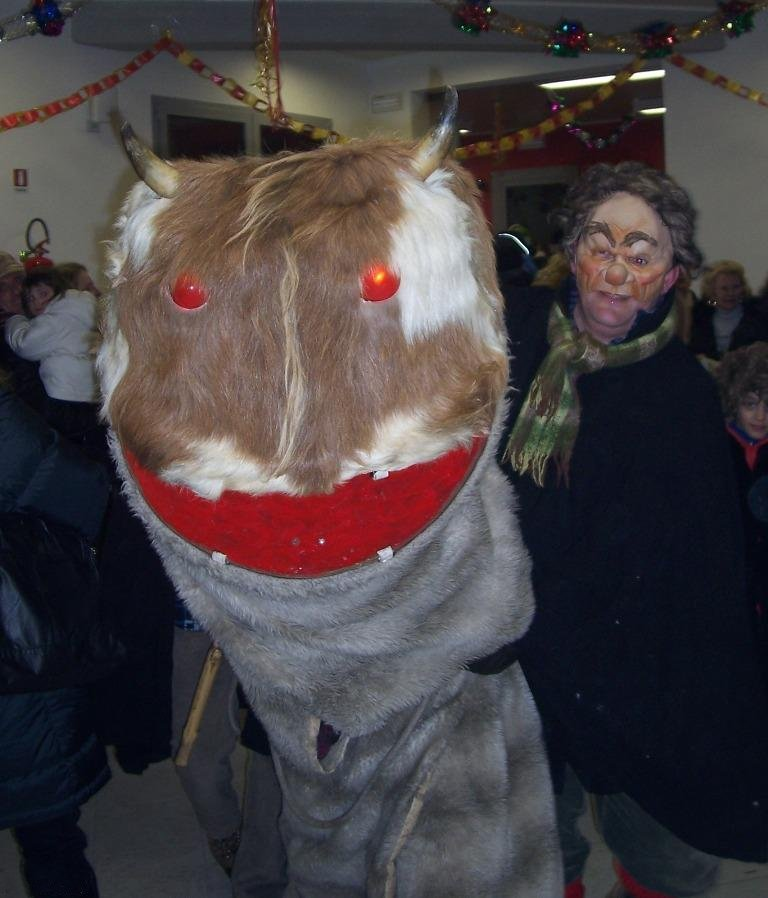
Il Badalisc

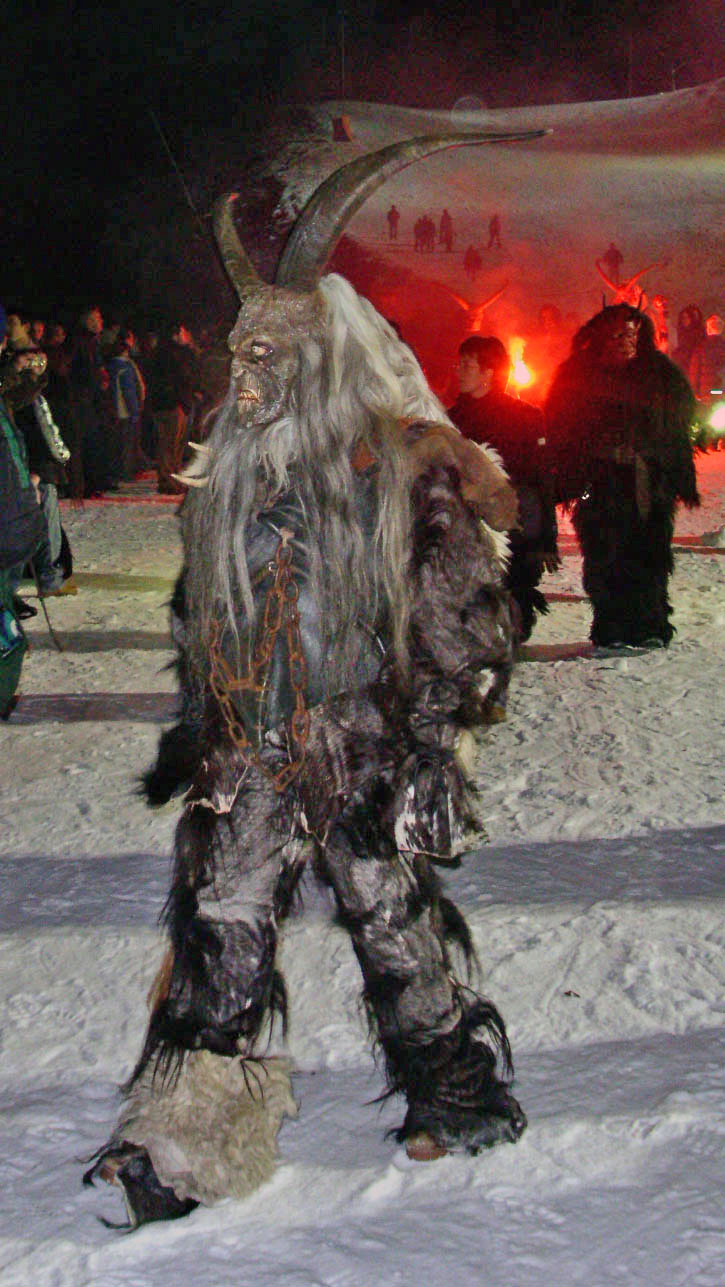
Processione di un Krampus a Klagenfurt

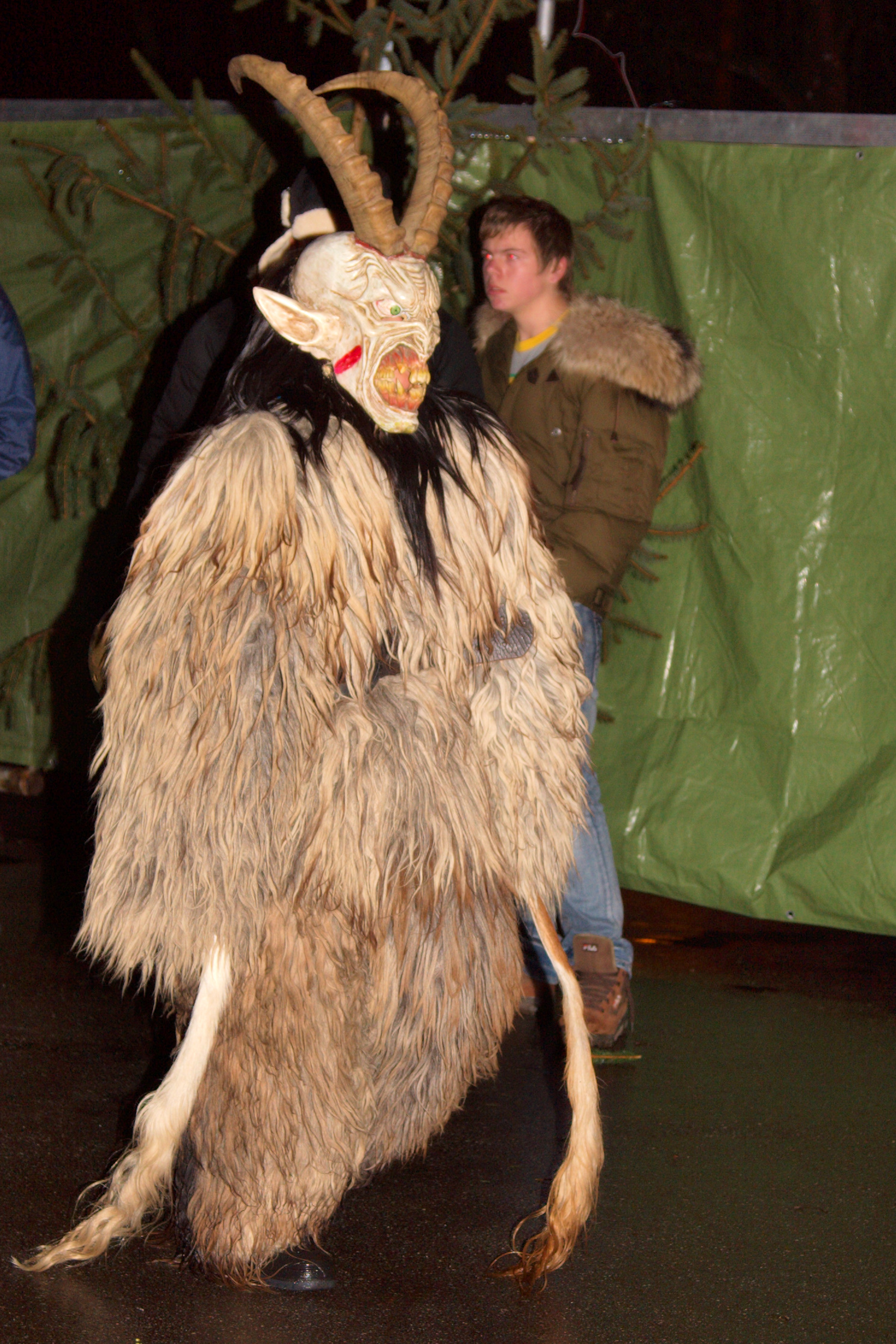
Frau Bercht

Le Alpi Centrali ed orientali sono ricche di tradizioni che rimandano ad una religiosità pre-cristiana, in particolare alla mitologia celtica, che è sopravvissuta amalgamando elementi di diverse culture.
Antiche usanze sopravvivono in zone rurali dell'Austria, Svizzera, Baviera, Slovenia, Croazia occidentale e Italia sotto forma di danze, arti, processioni, rituali, e giochi.
Nelle Alpi la relazione tra la Chiesa cattolica e la religiosità precedente è particolare: alcuni costumi sono riusciti a sopravvivere più a lungo in aree remote difficilmente accessibili all'influenza dell'evangelizzazione, mentre successivamente sono stati a poco a poco assimilati nel nuovo orizzonte culturale, enfatizzandone gli elementi di anticipazione dei valori cristiani.

## Badalisc
Animale mitologico “buono” di Andrista, in Val Camonica. Viene catturato annualmente nei boschi sopra il paese e racconta dei pettegolezzi sulla gente dell'abitato. Alla fine della festa viene nuovamente liberato.
Ad Andrista, la notte tra il 5 e il 6 gennaio, i giovani del paese si recano nei boschi per catturare lo strano essere che possiede tratti che ricordano il serpente e la capra, ha occhi lucenti, una grande bocca e lunghe corna; il suo ingresso in paese è accompagnato da alcune maschere, tra cui figurano il giovane, il vecchio, la vecchia e la signorina (che è l'esca per gli appetiti sessuali dell'animale), oltre alle “vecchie befane” che percuotono bidoni del latte e di “pastori barbuti che muovono passi incerti appoggiandosi al bastone ricurvo”…
Il Badalisc viene condotto in giro per il paese tenuto ad una corda, poiché durante il tragitto si scaglia contro le persone. Giunti in piazza (ma una volta avveniva nella stalla) inizia il discorso (la 'ntifunada), che avviene attraverso un interprete che oggi legge il testo consegnato dallo stesso Badalisc, ma che una volta era invece improvvisava direttamente, a braccio.
Durante il discorso un “torvo gobbetto” che all'entrata del paese aveva ingaggiato un “rustico duello” con l'animale, percuote ritmicamente, con forza, il suo bastone.
Il discorso, in cui vengono rivelati tutti i “peccati” e gli intrallazzi della comunità, finisce con balli, festa e scorpacciate. La sera si mangia poi la cosiddetta polenta del Badalisc.
Fino a poco tempo fa, i bambini di Andrista facevano una questua nelle case per tutto il tempo di permanenza del Badalisc mentre, in passato, per le donne era tabù vedere o sentire il discorso del Badalisc; se una donna era sorpresa a partecipare, il giorno dopo le si negava la Comunione.
Il rito del Badalisc presenta forti analogie con le Bosinade o Businade, e cioè l'uso di comporre (in prosa o poesia, scritti o improvvisati a braccio) brani satirici in cui vengono denunciate, da un cantastorie (il Bosìn), la malefatte della comunità. Queste usanze, attestate nel XVI sec., erano diffuse in tutta l'Italia settentrionale e deriverebbero dalle celebrazioni “purificatorie” di Capodanno.
Il presunto legame del rito di Andrista con le credenze sull'esistenza del basilisco, fantastico serpente (mezzo lucertola e mezzo serpente; con la testa di gatto, ma “quadrata”; oppure simile ad un rospo) che incenerisce ogni cosa su cui si posa il suo sguardo, diffusamente nell'italia settentrionale, oltre che a Cevo, presenta invece aspetti problematici ancora tutti da chiarire.

## Krampus
La parola Krampus ha origine da un'antica lingua tedesca, che significa artiglio. Nelle regioni alpine i Krampus sono raffigurati come demoni in compagnia di San Nicolò. Nella tradizione giovani uomini si travestono da diavoli la sera del 5 dicembre. In alcune aree rurali, anche le femmine hanno il diritto di travestirsi.
Al giorno d'oggi la maschera del Krampus è formata da una corteccia di larice oppure di cirmolo intagliato a mano, pelame nero di pecora e corna.
Così come a Oberstdorf, nel sud-ovest della Baviera, la tradizione dell'Uomo Selvaggio è ancora viva. Lui viene descritto come un Krampus, ma senza le corna, travestito con catene e cinture.

## Perchten

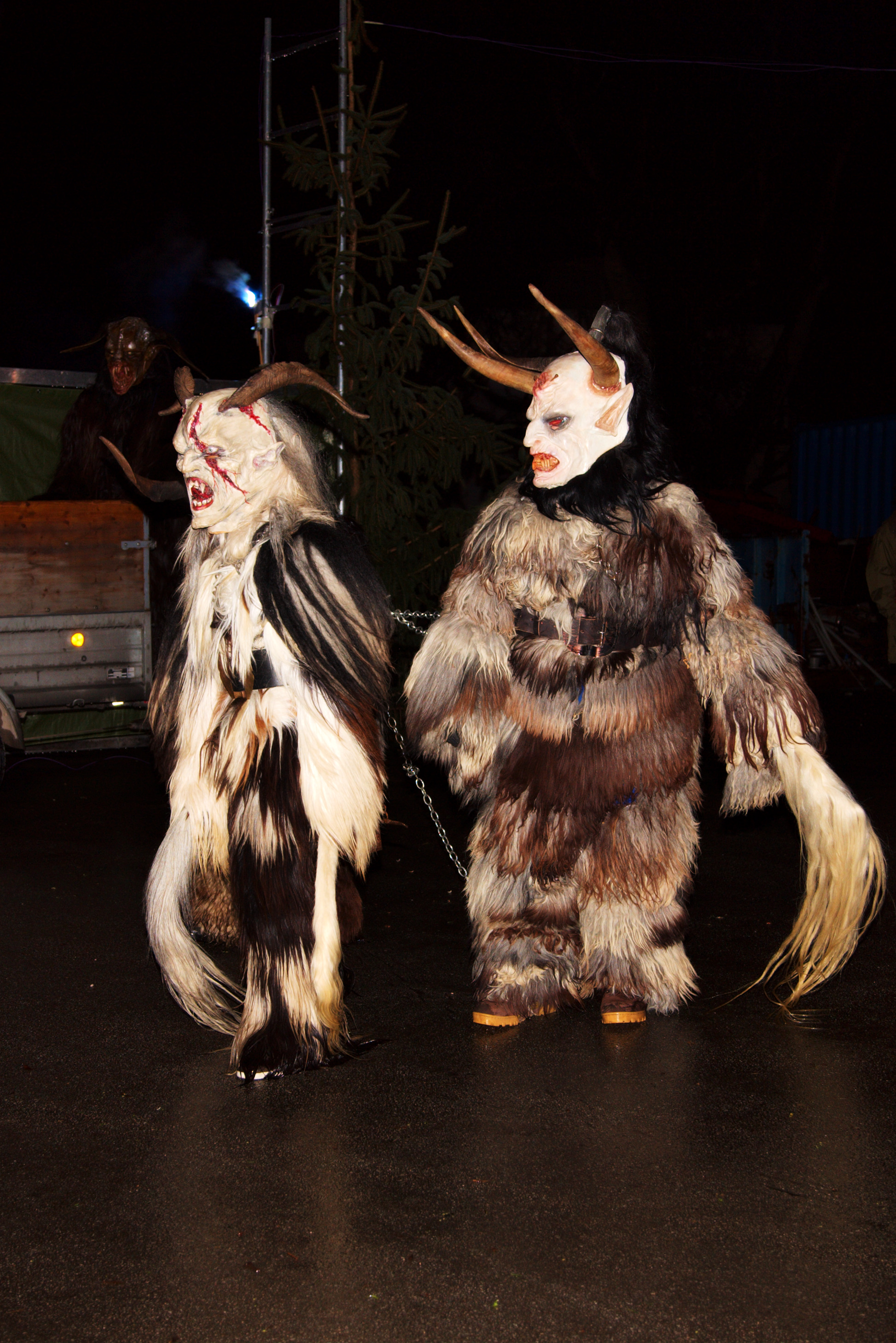
Perchten

In origine, la parola Perchten (plurale di Perchta) si riferiva alla maschera femminile che rappresentava l’entourage della Frau Perchta o Pehta baba come è chiamata in Slovenia, un'antica dea (alcuni ravvisano una certa somiglianza con la nordica Freyja). Nella tradizione, le maschere venivano portate durante le processioni (Perchtenlauf) fatte nell'ultima settimana di dicembre e nella prima settimana di gennaio, particolarmente il 6 gennaio.

## Giubiana-da-Canz
A Canzo, in provincia di Como, si celebra ogni ultimo giovedì di gennaio la festa della Giubiana, tradizione presente anche in altri borghi di Lombardia e Piemonte orientale. Caratteristica della tradizione canzese è però la presenza di tratti marcatamente celtici, sia nello svolgimento rituale della cerimonia, sia nei personaggi mitologici che fanno parte della complessa celebrazione. L'Anguana, l'Uomo selvatico, l'Orso, le Strij picitt ed altri, sono tutti personaggi legati ai culti leponzi di cui c'è attestazione nelle montagne di Canzo, rivestiti di un nuovo significato, in cui il fuoco dell'amore di Dio (rappresentato dal falò in cui culmina tutta la manifestazione) purifica tutti i mali dell'anno passato e riordina tutte le dimensioni della vita materiale e sociale (rapporto uomo-natura, peccato-virtù, paura, mestieri...). Tutta la festa, che si svolge nel buio della sera invernale, è caratterizzata da una forte atmosfera sacrale.